# James Brooker
Pour les articles homonymes, voir Brooker.
James Kent « Jim » Brooker (né le 12 août 1902 à Cass City et décédé le 25 septembre 1973 à Bay City) est un athlète américain spécialiste du saut à la perche. Affilié au Michigan Wolverines, il mesurait 1,80 m. Son record personnel fut de 3,97 m au saut à la perche.

## Biographie

### Palmarès
| Date | Compétition           | Lieu  | Résultat | Performance |
| ---- | --------------------- | ----- | -------- | ----------- |
| 1924 | Jeux olympiques d'été | Paris | 3e       | 3,90 m      |

### Records
| Épreuve          | Performance | Lieu | Date |
| ---------------- | ----------- | ---- | ---- |
| Saut à la perche | 3,97 m      |      | 1925 |